# Phloeophila
Phloeophila là một chi thực vật có hoa trong họ Lan.